# Giovanni Jona-Lasinio

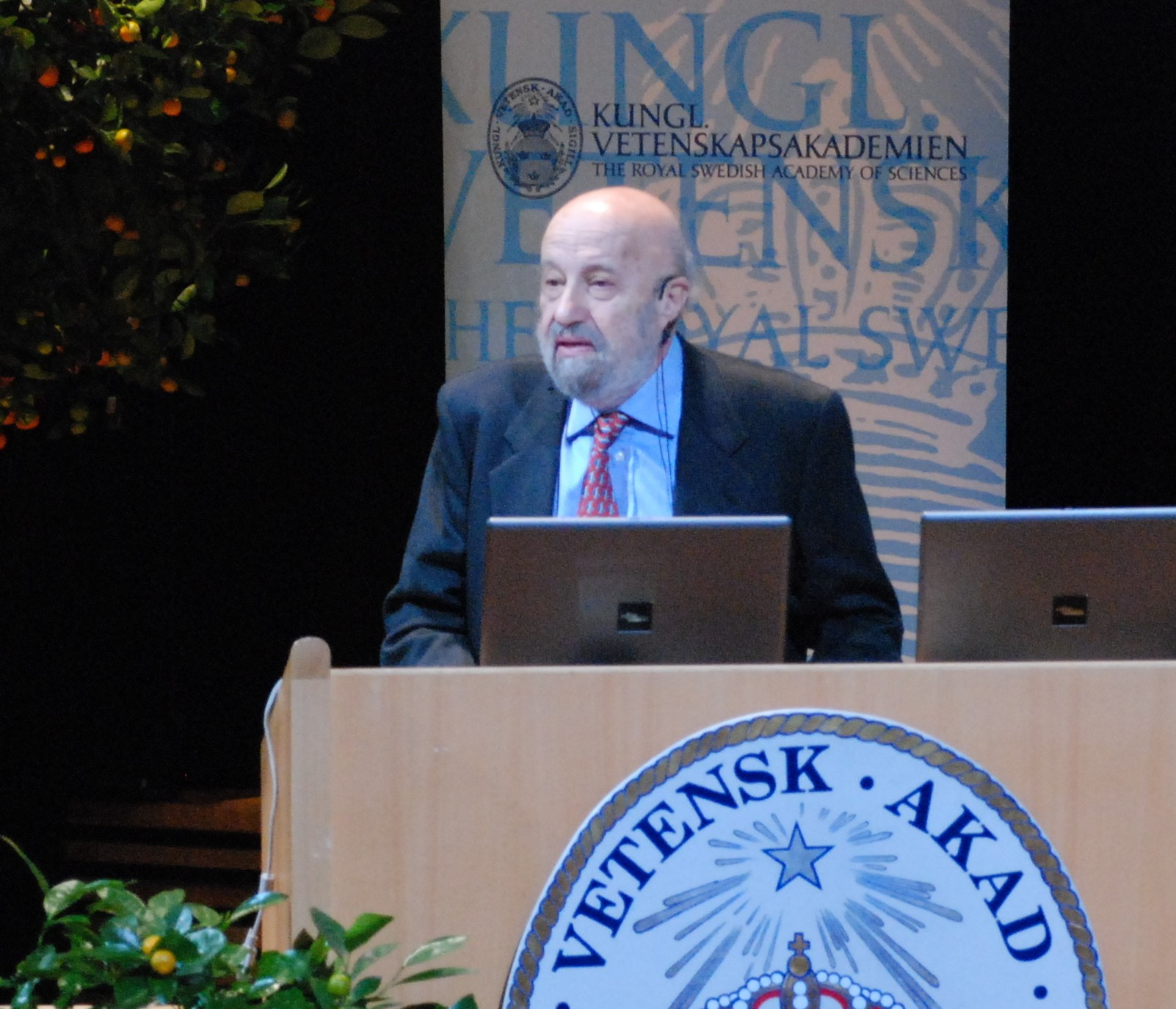
Giovanni Jona-Lasinio presentant la lectura del Premi Nobel de Física de Yoichiro Nambu

Giovanni Jona-Lasinio (1932), també anomenat Gianni Jona, és un físic teòric italià, conegut pel seu treball en teoria quàntica de camps i mecànica estadística. Va iniciar la recerca en trencament espontani de simetria, i va proposar (amb Nambu Yoichiro) el model de Nambu–Jona-Lasinio. Actualment, és catedràtic al Departament de Física de la Universitat de Roma La Sapienza, i membre de ple de l'Accademia dei Lincei.
Giovanni Jona-Lasinio va néixer a Florència. De 1970 a 1974 va ensenyar electrodinàmica a la Universitari de Pàdua. Des del 1974 ha estat professor a Universitat de Roma La Sapienza, on ensenya mètodes matemàtics per a física. Va passar diversos anys a l'estranger, fent recerca a la Universitari de Chicago (1959–60), CERN (1964–65), MIT (1965–66), Institut des Hautes Études Scientifiques (1980–81), Université Pierre et Marie Curie (1983–84). El 2004, la Journal of Statistical Physics, una revista científica sobre mecànica estadística, va dedicar un volum especial en honor seu.

## Premis
- 2006 Premi Feltrinelli de l'Accademia dei Lincei.
- 2012 Premi de Física Matemàtica Dannie Heineman de la Societat Americana de Física.
- 2013 Medalla Boltzmann per les seves contribucions a la física estadística, especialment transicions de fase i el trencament de simetries contínues.